# 1994년 미스코리아
1994년 미스코리아는 1994년 5월 24일에 서울특별시 종로구의 세종문화회관에서 열린 서른여덞번째 미스코리아 선발대회이다. 문화방송(MBC TV)으로 중계하였다.

## 입상자
| 대회 |        | 진 (眞)         | 선 (善)                  | 미 (美) |
| ---- | ------ | --------------- | ------------------------ | ------- |
| 본선 | 한성주 | 윤미정 · 이유리 | 김미숙 · 김예분 · 성현아 |         |
| 강원 | 김미혜 | 박정선          | 박태미                   |         |
| 경기 | 정호경 | 최미정          | 윤은정                   |         |
| 경남 | 최명련 | 진미란          | 박선영                   |         |
| 경북 | 윤미정 | 박금연          | 이자명                   |         |
| 광주 | 성현아 | 이계연          | 김예분                   |         |
| 전남 | 성현아 | 이계연          | 김예분                   |         |
| 대구 | 최숙영 | 박정성          | 정민아                   |         |
| 대전 | 송인정 | 송은화          |                          |         |
| 충남 | 송인정 | 송은화          |                          |         |
| 부산 | 이유리 | 김미정          | 허미희                   |         |
| 서울 | 한성주 | 김신경 · 윤지은 | 김신경 · 윤지은          |         |
| 인천 | 김창희 | 차현자          | 김유정                   |         |
| 전북 | 김정숙 | 윤은주          | 김미숙                   |         |
| 충북 |        | 황윤경          | 김태윤                   |         |